# Amaduwa
Amaduwa (en népalais : अमडुबा) est un comité de développement villageois du Népal situé dans le district de Sunsari. Au recensement de 2011, il comptait 9 216 habitants.